# Detroit Rock City (film)
Detroit Rock City – amerykańska komedia z 1999 roku w reżyserii Adama Rifkina. Wyprodukowany przez New Line Cinema.
Światowa premiera filmu miała miejsce 13 sierpnia 1999 roku. W Polsce premiera filmu odbyła się 20 lipca 2000 roku.

## Opis fabuły
Akcja filmu rozgrywa się w roku 1978. Czterech nastolatków, członków szkolnego zespołu Mystery, postanawia pojechać do Detroit, gdzie koncertować ma ich ulubiona gwiazda grupa KISS. Młodzi muzycy, wbrew zakazowi rodziców i mimo braku pieniędzy, wyruszają w szaloną, pełną przygód podróż.

## Obsada
- Giuseppe Andrews jako Lex
- James DeBello jako Trip Verudie
- Edward Furlong jako Hawk
- Sam Huntington jako Jeremiah "Jam" Bruce
- Lin Shaye jako pani Bruce
- Melanie Lynskey jako Beth Bumstein
- Natasha Lyonne jako Christine

i inni